# سیریل مانگو
سیریل مانگو (انگلیسی: Cyril Mango؛ زادهٔ ۱۴ آوریل ۱۹۲۸ –درگذشتهٔ ۸ فوریهٔ ۲۰۲۱) دانشور تاریخ هنر و معماری بیزانسی و تاریخ‌نگار اهل بریتانیا بود که کتاب قسطنطنیه اثر اوست.